# Гарант
Гарант — поручитель: юридична, фізична особа, або держава в особі її уповноважених органів, яка надає гарантію (виступає запорукою) в чомусь і несе повну відповідальність за взятими на себе зобов'язаннями.
Гарант зобов'язан виконувати поставлені перед ним завдання, наприклад, погашати борги, якщо такі виникли, в тому числі у разі, якщо сторона, за яку він поручився, не виконує (або неспроможна виконувати) їх.
Гарантом може виступати як держава, так і її органи, а при наданні фінансових гарантій й уповноважені незалежні фінансові посередники — юридичні особи або банківські установи, що мають повноваження щодо надання ними таких фінансових гарантій.